# ديفيد جلين بوين
ديفيد جلين بوين (بالإنجليزية: David Glyn Bowen)‏ هو عالم عقيدة وكاهن ومبشر بريطاني، ولد في 1933 في سوانزي في المملكة المتحدة، وتوفي في 15 مايو 2000.